# 塔拉尔
塔拉尔（法語：Tarare，法語發音：[taʁaʁ] ⓘ），法国东南部城市，奥弗涅-罗讷-阿尔卑斯大区罗讷省的一个市镇，隶属于索恩河畔自由城区，其市镇面积为13.99平方公里，2022年1月1日时人口数量为10,881人，在法国城市中排名第946位。
塔拉尔位于罗讷省西部，蒂尔迪讷河谷内，是一个区域性的中心城市和交通枢纽。塔拉尔因出产平纹细布而闻名，被誉为“法国窗帘之都”，当地每五年举办“平纹细布节”。

## 地名来源
“塔拉尔”一名的来源尚不清楚。“tarare”在法语中意为“谷物石碾”，但尚无证据表明该工具与塔拉尔之间的联系。此外，法语姓氏“De Tarare”亦可能出自于塔拉尔。

## 历史

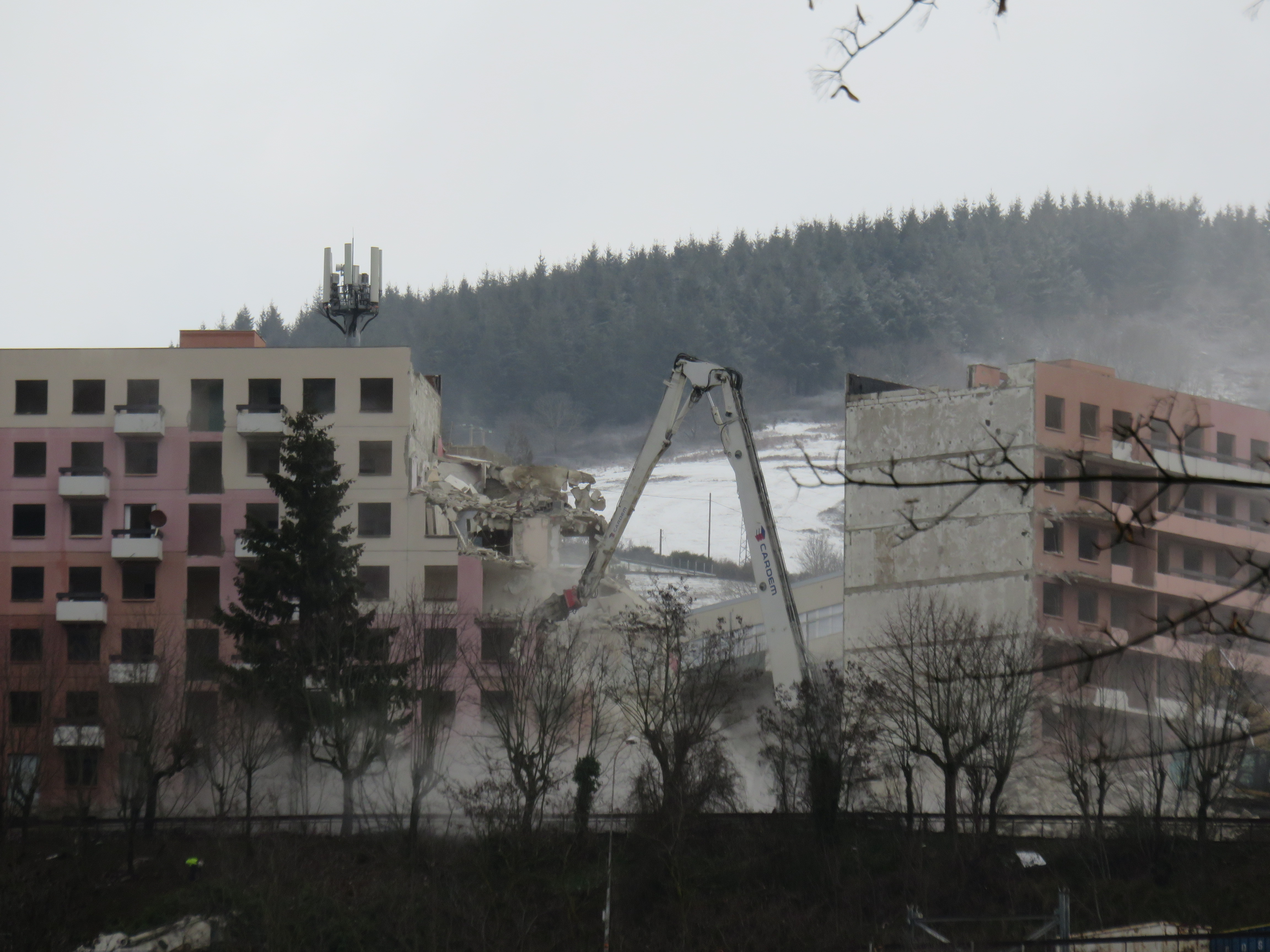
2019年，改造中的拉普拉塔街区

塔拉尔始建于公元12世纪，彼时该地为萨维尼修道院的一处领地。1757年，出生于塔拉尔的商人乔治·安托万·西莫内（Georges Antoine Simonet）在家乡创建平纹细布纺织作坊，后者在法国科学院主席达尼埃尔-夏尔·特吕代纳的支持下得以扩张。法国大革命后，塔拉尔成为罗讷-卢瓦尔省的一个市镇。1793年，罗讷-卢瓦尔省一分为二，塔拉尔被划入东侧的罗讷省。1866年，途径塔拉尔的勒科托－圣日耳曼欧蒙多尔铁路建成通车。1904年，塔拉尔附近的茹村水电站建成，此举为塔拉尔提供了充足的电力能源，当地的平纹细布得到机械化生产。20世纪中期时，塔拉尔生产的窗帘占法国总产量的80%，被称为“法国窗帘之都”（capitale du rideau）。自1955年起，塔拉尔每五年举办“平纹细布节”作为文化及商业展览。20世纪70年代，受到能源危机及国际竞争的影响，塔拉尔的纺织业受到冲击，当地的织布工厂于1985年被位于韦尼雪的Gerflor收购，原厂址则得以保留。2013年1月19日，途径塔拉尔的A89高速公路罗讷省段主体工程建成通车。2018年，塔拉尔市中心的拉普拉塔街区综合整治工程启动。

## 地理

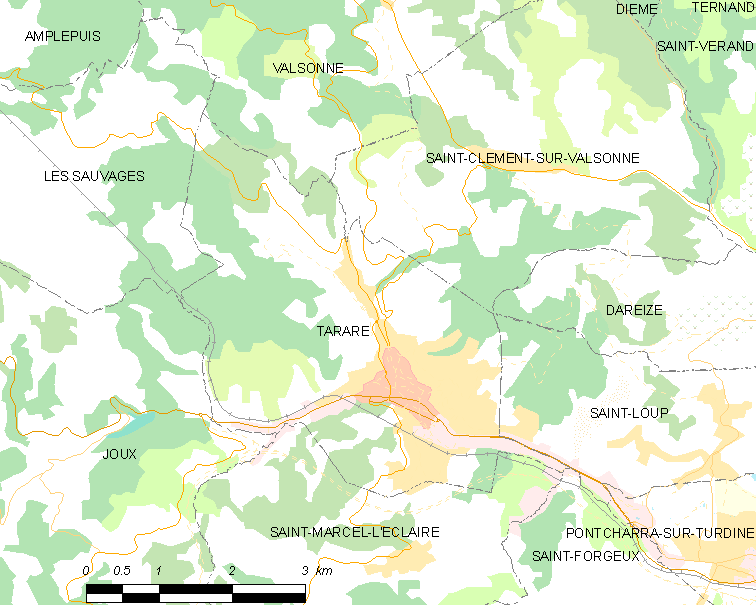
塔拉尔市镇范围地图

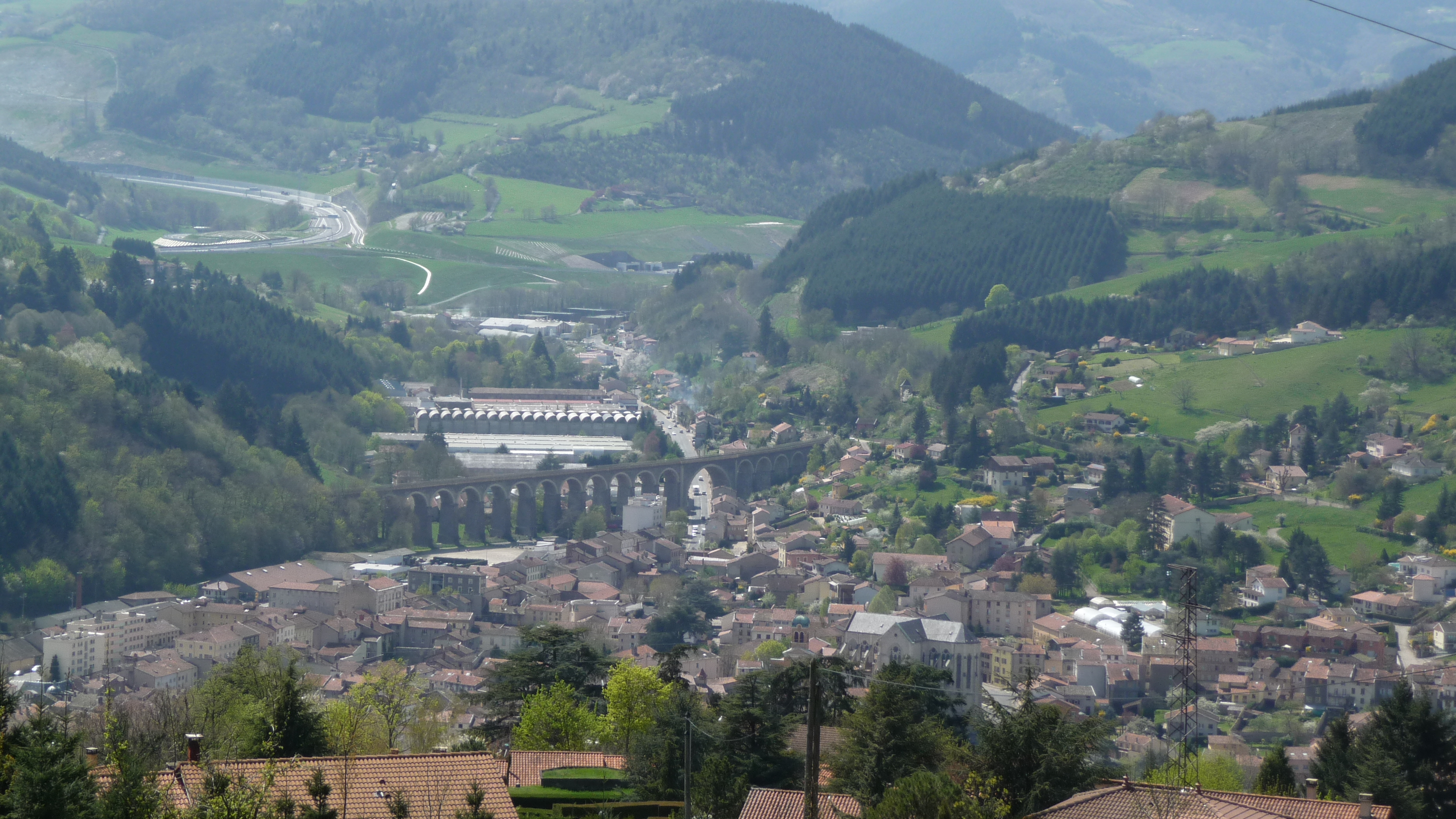
塔拉尔全景

塔拉尔位于法国东部偏南，奥弗涅-罗讷-阿尔卑斯大区中部偏西和罗讷省西部，距离省会里昂大约44公里。与塔拉尔接壤的市镇包括：莱索瓦日、瓦尔索讷、圣克莱芒叙瓦尔索讷、茹村、蒂尔迪讷河畔万德里、圣马塞尔莱克莱雷和圣福尔热。

### 地形
塔拉尔位于博若莱山腹地，后者为法国中央高原的组成部分。塔拉尔境内以丘陵为主，市镇中心位于一处地势较为平坦的狭长河谷内，部分区域略有起伏，市区南北两侧则为丘陵地带，其中南侧区域起伏明显，全境海拔在350到727米之间。

### 水文
塔拉尔位于罗讷河流域范围内，蒂尔迪讷河自西向东流经境内，该河在塔拉尔境内的大部分河段被人工建筑物覆盖，成为地下引水渠，其左岸支流塔雷河（Le Taret）在塔拉尔市中心地下与其交汇。

### 植被
塔拉尔属于温带阔叶混交林区，市区内的蒂韦勒公园（Parc Thivel）、博内公园（Parc de Bonnet）为当地主要的城市绿地，市区南部则有林地分布。
在鲜花城市的评比中，塔拉尔被评为1星级鲜花城市。

### 气候
塔拉尔在柯本气候分类法中属于带有山地和海洋性特征的温带大陆性气候。
距离塔拉尔最近的常年气象站位于莱索瓦日境内，以下为该气象站的数据：
| 莱索瓦日 1981年－2019年 | 莱索瓦日 1981年－2019年 | 莱索瓦日 1981年－2019年 | 莱索瓦日 1981年－2019年 | 莱索瓦日 1981年－2019年 | 莱索瓦日 1981年－2019年 | 莱索瓦日 1981年－2019年 | 莱索瓦日 1981年－2019年 | 莱索瓦日 1981年－2019年 | 莱索瓦日 1981年－2019年 | 莱索瓦日 1981年－2019年 | 莱索瓦日 1981年－2019年 | 莱索瓦日 1981年－2019年 | 莱索瓦日 1981年－2019年 |
| 月份                    | 1月                     | 2月                     | 3月                     | 4月                     | 5月                     | 6月                     | 7月                     | 8月                     | 9月                     | 10月                    | 11月                    | 12月                    | 全年                    |
| ----------------------- | ----------------------- | ----------------------- | ----------------------- | ----------------------- | ----------------------- | ----------------------- | ----------------------- | ----------------------- | ----------------------- | ----------------------- | ----------------------- | ----------------------- | ----------------------- |
| 历史最高温 °C（°F）     | 15.3 (59.5)             | 18.4 (65.1)             | 21.1 (70.0)             | 23.7 (74.7)             | 29.2 (84.6)             | 34.1 (93.4)             | 35.2 (95.4)             | 36.5 (97.7)             | 29.8 (85.6)             | 24.8 (76.6)             | 20.3 (68.5)             | 17.8 (64.0)             | 36.5 (97.7)             |
| 平均高温 °C（°F）       | 3.7 (38.7)              | 4.7 (40.5)              | 8.5 (47.3)              | 12.3 (54.1)             | 16.9 (62.4)             | 20.9 (69.6)             | 22.8 (73.0)             | 22.6 (72.7)             | 18.2 (64.8)             | 13.6 (56.5)             | 7.1 (44.8)              | 4.1 (39.4)              | 13 (55)                 |
| 日均气温 °C（°F）       | 1.3 (34.3)              | 1.9 (35.4)              | 5 (41)                  | 8.3 (46.9)              | 12.6 (54.7)             | 16.2 (61.2)             | 17.9 (64.2)             | 18.1 (64.6)             | 14.2 (57.6)             | 10.4 (50.7)             | 4.6 (40.3)              | 1.7 (35.1)              | 9.4 (48.9)              |
| 平均低温 °C（°F）       | −1.1 (30.0)             | −0.9 (30.4)             | 1.4 (34.5)              | 4.2 (39.6)              | 8.4 (47.1)              | 11.6 (52.9)             | 13.1 (55.6)             | 13.5 (56.3)             | 10.2 (50.4)             | 7.2 (45.0)              | 2 (36)                  | −0.7 (30.7)             | 5.7 (42.3)              |
| 历史最低温 °C（°F）     | −13.4 (7.9)             | −17 (1)                 | −14.5 (5.9)             | −5.7 (21.7)             | −1.5 (29.3)             | 1.5 (34.7)              | 5.1 (41.2)              | 4.2 (39.6)              | 1 (34)                  | −5.7 (21.7)             | −10.2 (13.6)            | −13.9 (7.0)             | −17 (1)                 |
| 平均降水量 mm（）       | 59.6 (2.35)             | 59.1 (2.33)             | 61.7 (2.43)             | 78.9 (3.11)             | 99.8 (3.93)             | 85.6 (3.37)             | 88.8 (3.50)             | 100.8 (3.97)            | 83 (3.3)                | 104.8 (4.13)            | 100.2 (3.94)            | 71.5 (2.81)             | 993.8 (39.13)           |
| 月均日照時數            | 83.7                    | 99.8                    | 150.9                   | 162.5                   | 187.8                   | 232.6                   | 246.5                   | 222.2                   | 185.3                   | 135                     | 81.3                    | 64.8                    | 1,852.4                 |
| 来源：infoclimat.fr     |                         |                         |                         |                         |                         |                         |                         |                         |                         |                         |                         |                         |                         |

## 行政区划
塔拉尔的市镇编号为69243，邮政编号为69170。
在行政管理方面，塔拉尔隶属于法国奥弗涅-罗讷-阿尔卑斯大区罗讷省索恩河畔自由城区；在地方选举方面，塔拉尔是塔拉尔县的中央投票站所在地，其市镇范围全境被划入罗讷省第八选区；在社会管理方面，塔拉尔是西罗讷城市圈公共社区的办公驻地。
塔拉尔市镇被划为八个街区，实行街区自治制度。塔拉尔的“城市北界”街区（Périmètre Nord De Ville）为城市政策优先街区。
法国国家统计与经济研究所（简称）在进行数据统计时，将塔拉尔及相邻的另外两个市镇设为塔拉尔城市核心区，并将包括核心区在内的周边共7个市镇划为塔拉尔城市区。自2020年起，塔拉尔城市区被包含6个市镇的塔拉尔城市辐射区代替。此外，还将塔拉尔市镇分为了4个“块区”（IRIS），以便于统计人口分布情况。

## 交通

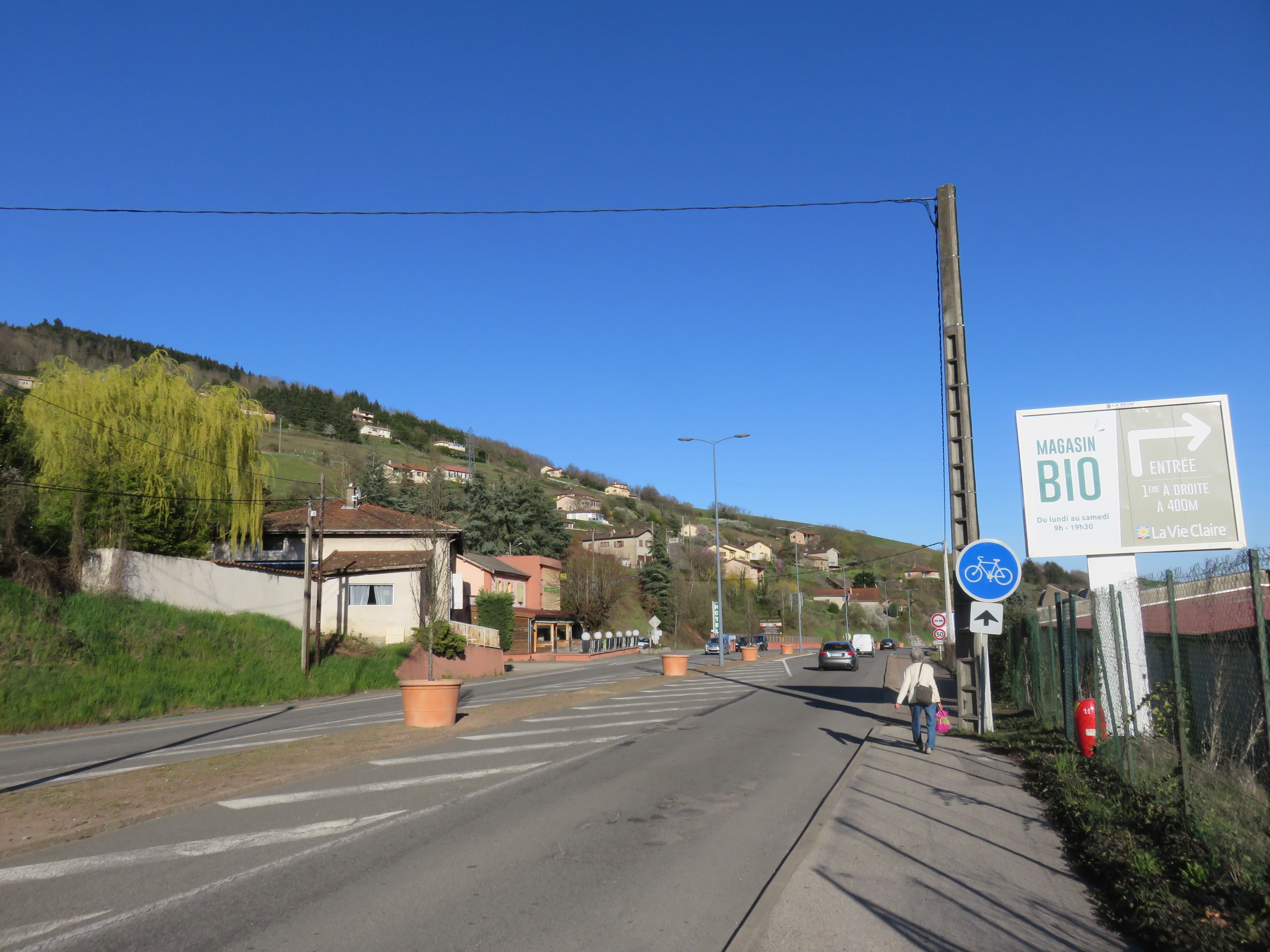
法国国道N7线塔拉尔段

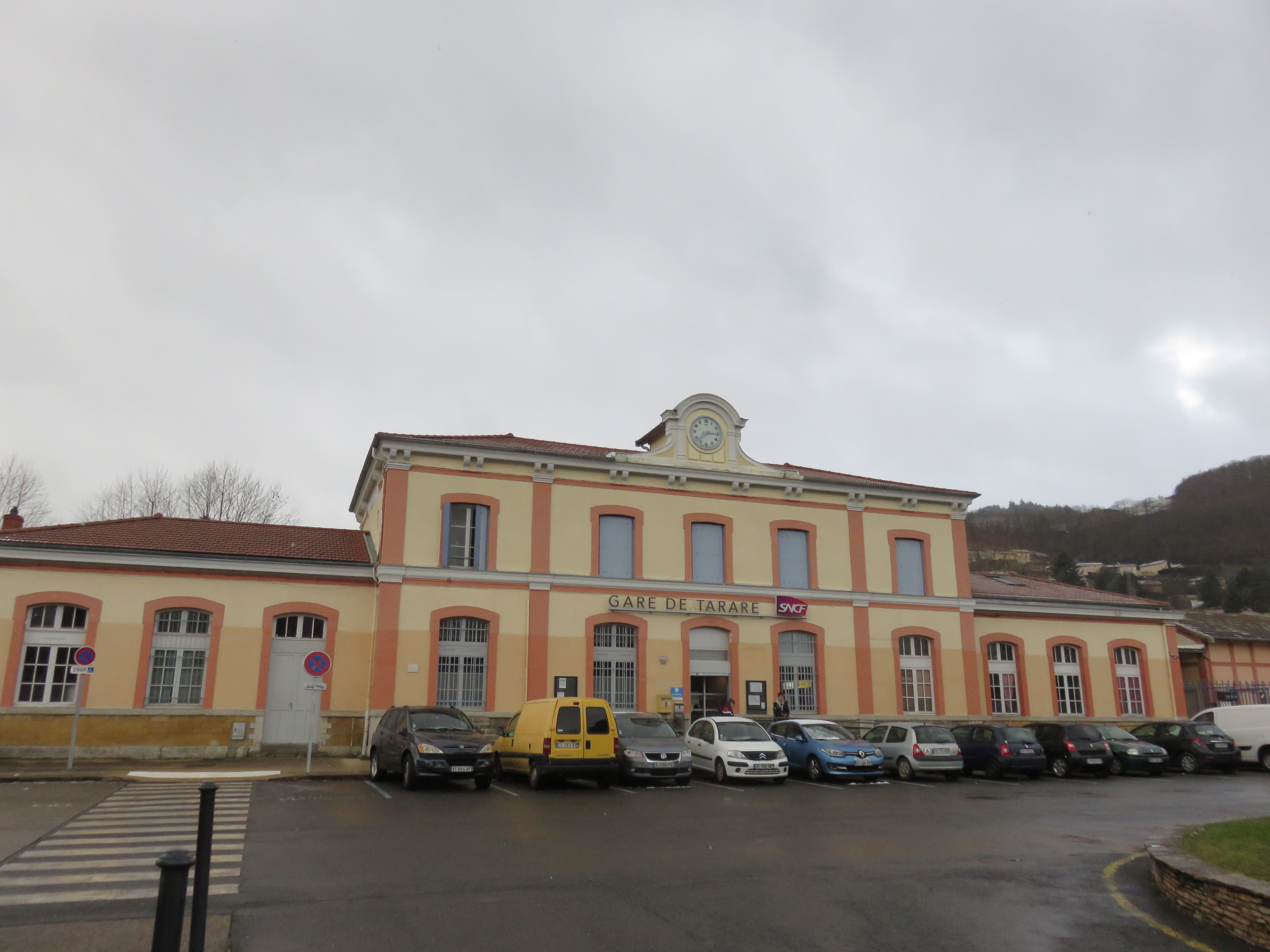
塔拉尔火车站

### 公路
A89高速公路经过塔拉尔市区南部并设有出入口连接市区西侧，法国国道N7线横穿塔拉尔市中心，此外多条罗讷省省道在塔拉尔境内交汇。奥弗涅-罗讷-阿尔卑斯大区下属的罗讷省城际客运提供巴士线路，可前往里昂、洛扎讷、索恩河畔自由城等地。
| 34 | 4 |

| 索恩河畔自由城 | 31 |

| 罗阿讷 | 40 |

| 巴尔比尼 | 30 |

2019年，66%的塔拉尔家庭拥有至少一辆私人汽车。2019年，塔拉尔境内共发生各类交通事故4起，造成4人受伤，其中3人重伤。

### 铁路
塔拉尔位于勒科托－圣日耳曼欧蒙多尔铁路上。塔拉尔站位于市区中南部，停靠往返于里昂和克莱蒙费朗一线的区域列车。

### 航空
距离塔拉尔最近的民用航空站为里昂圣埃克絮佩里机场，距离塔拉尔市中心的公路里程约70公里。

### 城市公共交通
罗讷省城际客运264线为塔拉尔市区公交线路，途径塔拉尔境内的多个街区；此外该客运网的456线、457线和458线亦为服务塔拉尔的城市校车线路。

## 政治

### 市政内阁

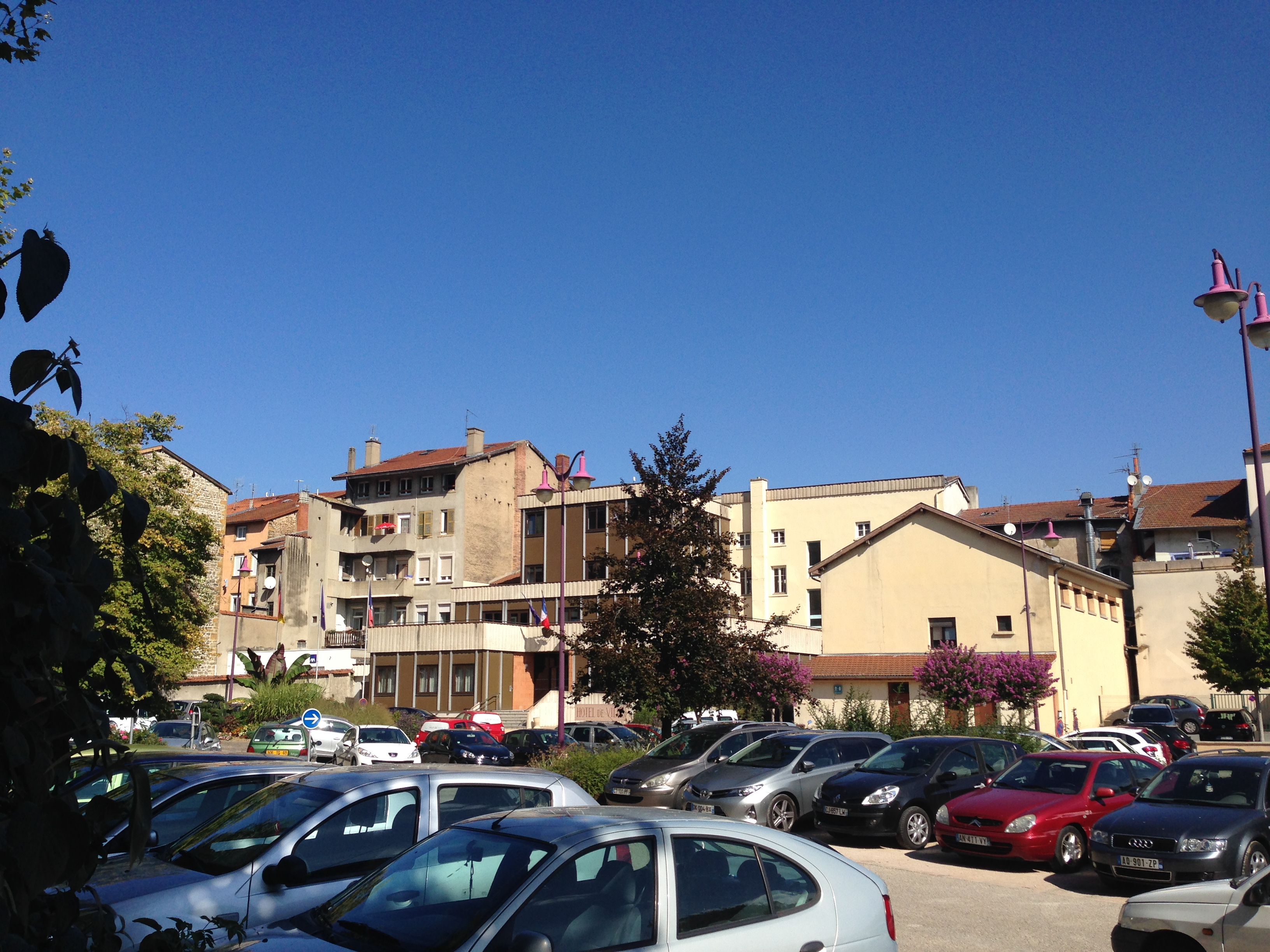
塔拉尔市政厅广场

塔拉尔的现任市长为布吕诺·佩拉雄先生（Bruno PEYLACHON），他是一名右翼无党派人士，在2020年的市政选举中获得了71.79%的支持率。
| 塔拉尔历届市长 | 塔拉尔历届市长                               | 塔拉尔历届市长                   |
| 任期           | 市长                                         | 党派                             |
| -------------- | -------------------------------------------- | -------------------------------- |
| 1944年－1947年 | Maurice BONNET 莫里斯·博内                   | RAD激进党                        |
| 1947年－1971年 | Joseph RIVIÈRE 约瑟夫·里维埃                 | UDR共和国保卫联盟                |
| 1971年－1981年 | Georges VINSON 乔治·万松                     | PRG左派激進黨                    |
| 1982年－1983年 | André BÉAL 安德烈·贝阿尔                     | PRG左派激進黨                    |
| 1983年－1994年 | Jean BESSON 让·贝松                          | RPR保衛共和聯盟                  |
| 1994年－2008年 | Robert LAMY 罗贝尔·拉米                      | RPR保衛共和聯盟 →UMP人民运动联盟 |
| 2008年－2014年 | Thomas CHADOEUF-HOEBEKE 托马·沙德夫-奥埃贝克 | PS社会党                         |
| 2014年－       | Bruno PEYLACHON 布吕诺·佩拉雄                | LR共和黨 →DVD右翼无党派人士      |

### 各级选举
| 塔拉尔历届投票选举结果 | 塔拉尔历届投票选举结果 | 塔拉尔历届投票选举结果 | 塔拉尔历届投票选举结果    | 塔拉尔历届投票选举结果    | 塔拉尔历届投票选举结果 | 塔拉尔历届投票选举结果    | 塔拉尔历届投票选举结果    | 塔拉尔历届投票选举结果 | 塔拉尔历届投票选举结果 |
| 选举项目               | 选举范围               | 选区单位               | 选区单位内的选举结果      | 选区单位内的选举结果      | 选区单位内的选举结果   | 选区单位内的选举结果      | 选区单位内的选举结果      | 选区单位内的选举结果   | 参考资料               |
| 选举项目               | 选举范围               | 选区单位               | 第一轮胜出者              | 第一轮胜出者              | 支持率                 | 第二轮胜出者              | 第二轮胜出者              | 支持率                 | 参考资料               |
| ---------------------- | ---------------------- | ---------------------- | ------------------------- | ------------------------- | ---------------------- | ------------------------- | ------------------------- | ---------------------- | ---------------------- |
| 2017年法國總統選舉     | 法國                   | 市镇                   |                           | 玛丽娜·勒庞               | 24.04%                 |                           | 埃马纽埃尔·马克龙         | 62.34%                 | [ 28 ]                 |
| 2017年法国立法选举     | 罗讷省第八选区         | 市镇                   |                           | 帕特里斯·韦尔谢尔         | 37.85%                 |                           | 帕特里斯·韦尔谢尔         | 60.39%                 | [ 28 ]                 |
| 2019年欧洲议会选举     | 法國                   | 市镇                   |                           | 若尔当·巴尔代拉           | 25.57%                 | （不适用）                | （不适用）                | （不适用）             | [ 30 ]                 |
| 2021年法国省级选举     |                        | 县                     |                           | 阿妮克·拉费 布吕诺·佩拉雄 | 62.82%                 |                           | 阿妮克·拉费 布吕诺·佩拉雄 | 76.67%                 | [ 31 ]                 |
| 2021年法国省级选举     | 市镇                   |                        | 阿妮克·拉费 布吕诺·佩拉雄 | 67.1%                     |                        | 阿妮克·拉费 布吕诺·佩拉雄 | 79.88%                    |                        | [ 31 ]                 |
| 2021年法国大区选举     |                        | 市镇                   |                           | 洛朗·沃基耶               | 53.61%                 |                           | 洛朗·沃基耶               | 63.08%                 | [ 32 ]                 |
| 2022年法国总统选举     | 法國                   | 市镇                   |                           | 埃马纽埃尔·马克龙         | 26.29%                 |                           | 埃马纽埃尔·马克龙         | 56.77%                 | [ 28 ]                 |
| 2022年法国立法选举     | 罗讷省第八选区         | 市镇                   |                           | 娜塔莉·塞尔               | 30.17%                 |                           | 娜塔莉·塞尔               | 63.69%                 | [ 28 ]                 |

## 人口
2019年，塔拉尔市镇人口数量为10,490，在法国排名第946位。其中男性4,980人，女性5,510人，75岁及以上人口占9.6%，外籍人口数量为833人，人口密度为750人/平方公里，当地居民被称为（男性）或（女性）。2020年，塔拉尔境内出生113人，死亡人口176人。
| 塔拉尔1901年－2019年人口变化情况 |
|                                  |
| 数据来源：Cassini、INSEE         |

## 经济

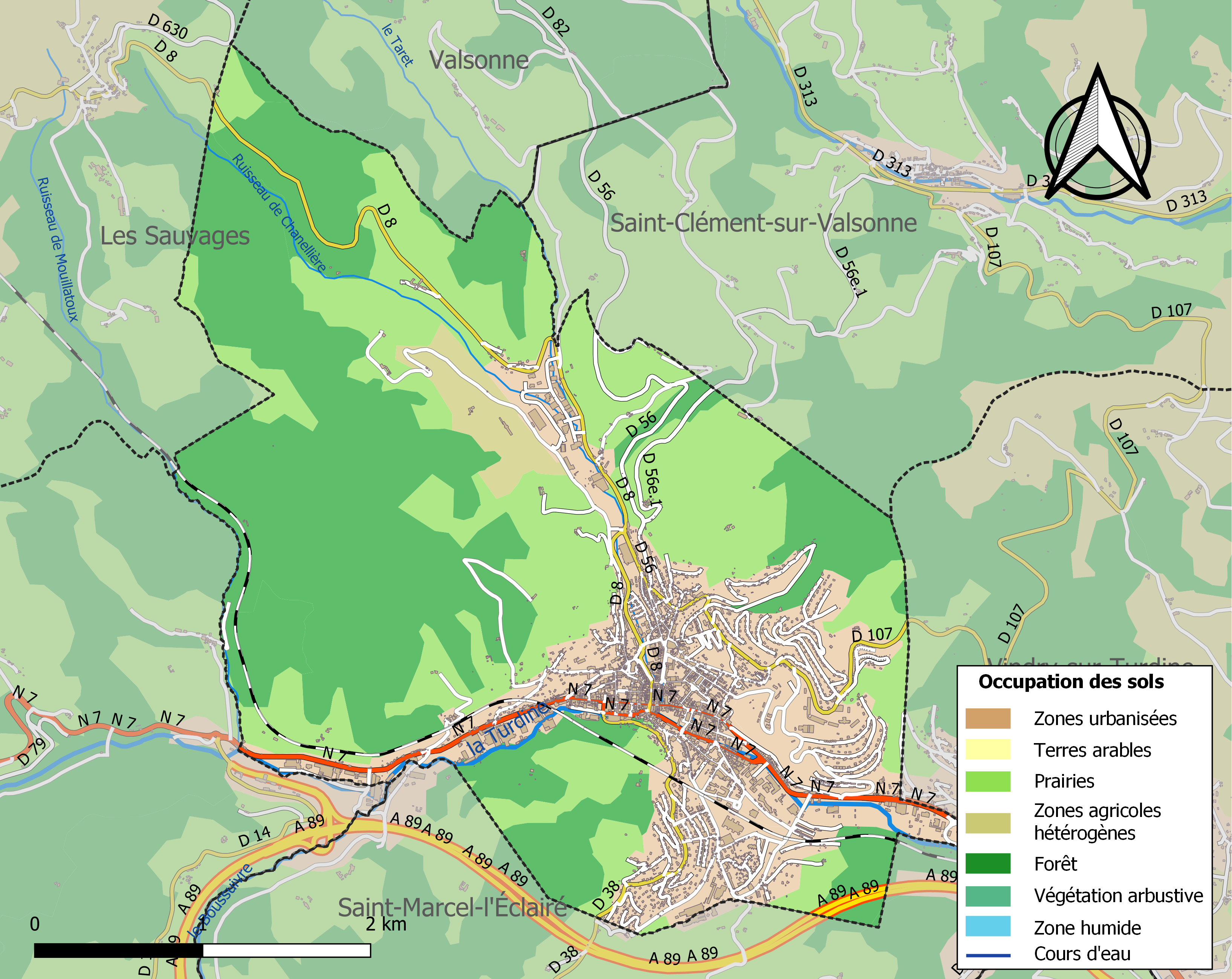
塔拉尔土地利用情况地图

塔拉尔是一个区域性的中心城市。截止2022年12月，塔拉尔市镇范围内共有各类用人单位（包含自雇）1,424家，平均历史为16年，其中99.27%为中小型企业（PME），2022年10月至12月间，当地的经济活力指数为0.35%。（公路货运）、（肉制品加工）及（工业纺织）是当地2021年营业额最高的三个企业，分别为20,737,525欧元、11,816,229欧元和10,055,426欧元。

## 财政与居民收入
2021年，塔拉尔的财政收入总额为13,471,100欧元，财政支出总额为12,751,300欧元，当年的债务总额为7,493,670欧元。2021年，塔拉尔市镇共获得2,876,460欧元的国家财政补助，比上一年增加了1.36%。
2020年，塔拉尔的人均月收入总额为1,920欧元，其中高级职员为3,401欧元，低于法国平均水平（4,230欧元）；中级职员为2,170欧元，低于法国平均水平（2,411欧元）；普通职员为1,673欧元，亦低于法国平均水平（1,740欧元）。
2019年，塔拉尔境内的青壮年（15至64岁）失业率为17.7%，当地38.4%的家庭拥有纳税资格，平均纳税1,916欧元，低于法国平均水平（3,910欧元）。

## 社会事务

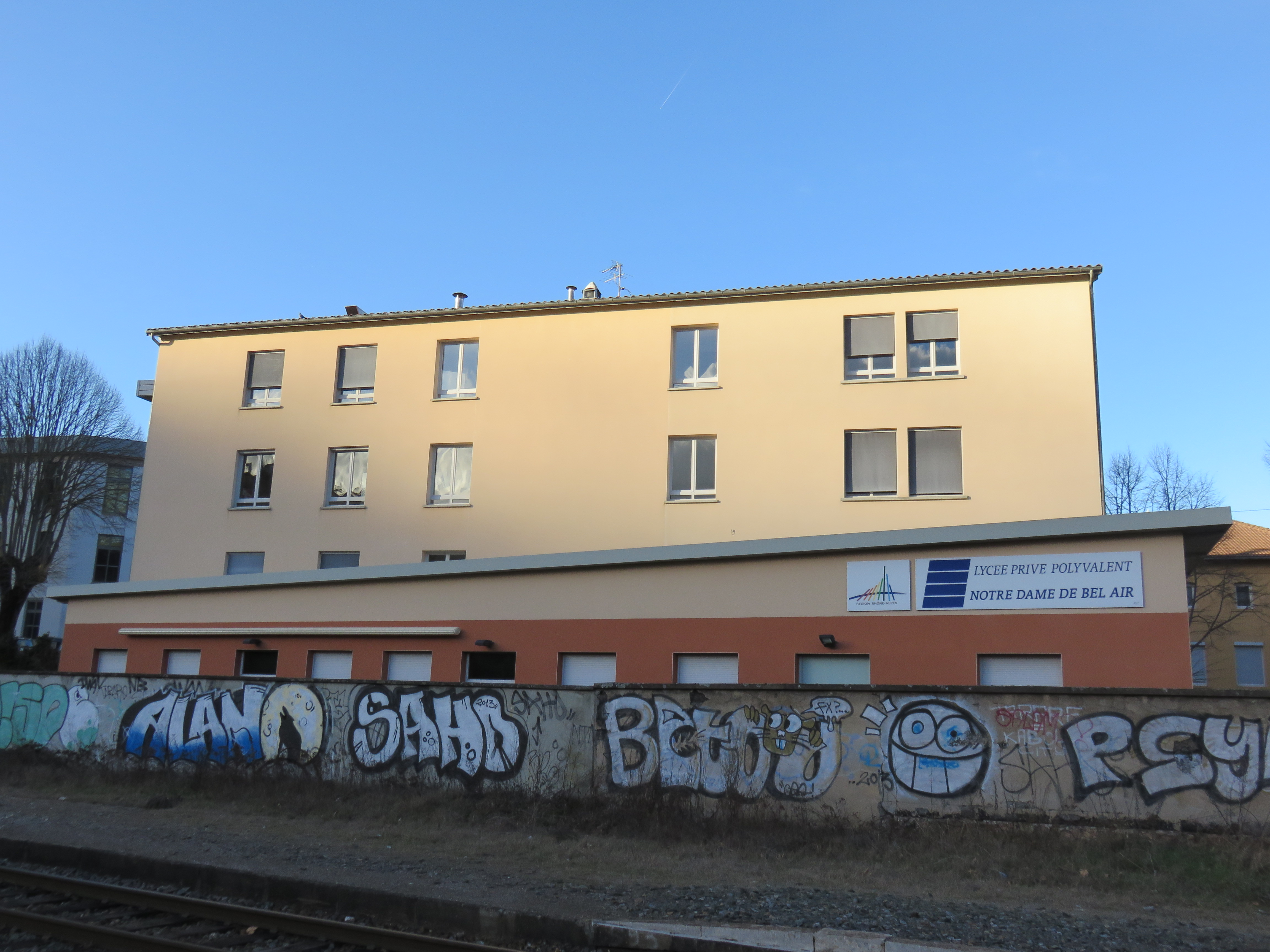
塔拉尔贝莱尔圣母高级中学

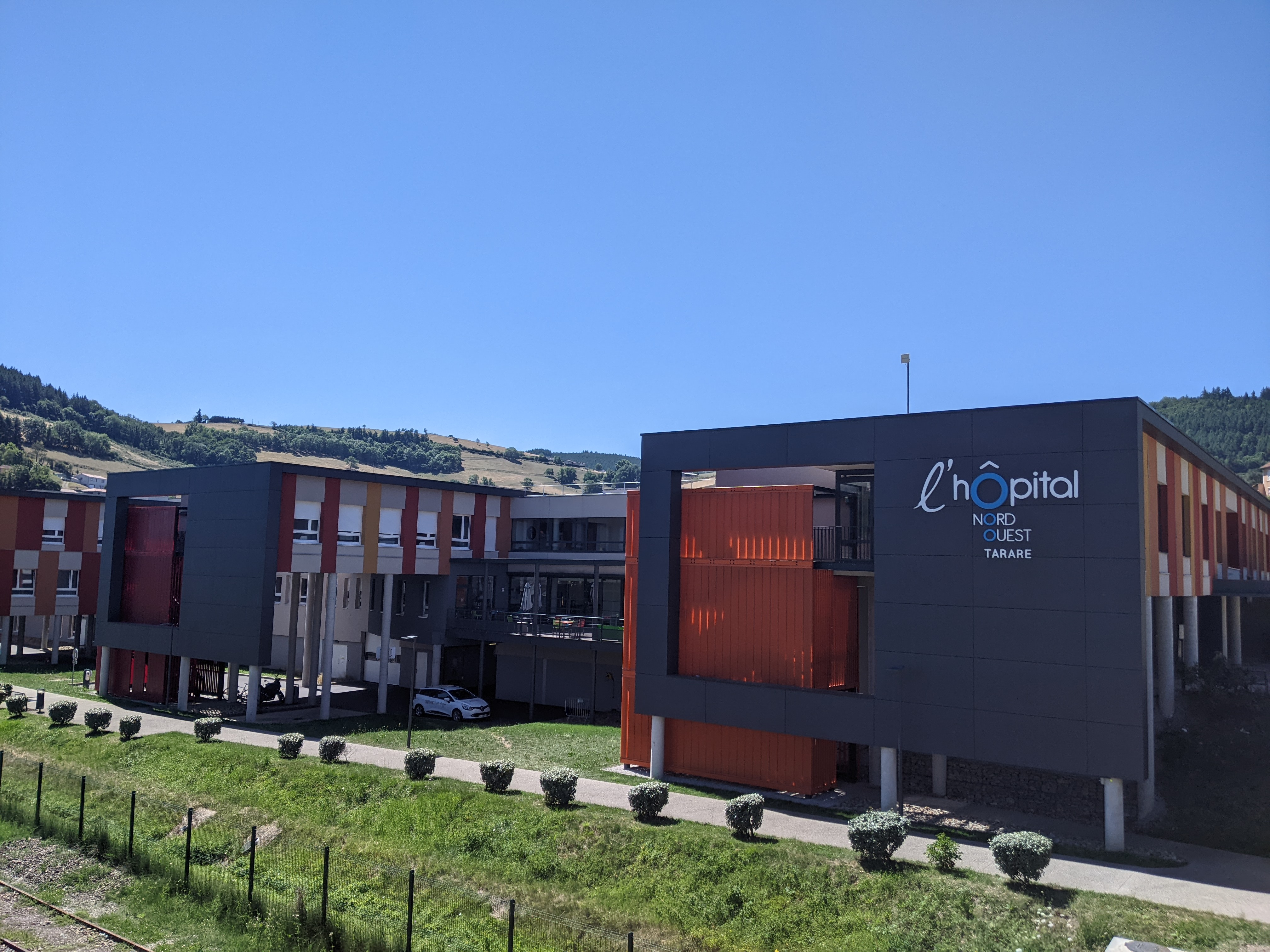
西北医院塔拉尔病区

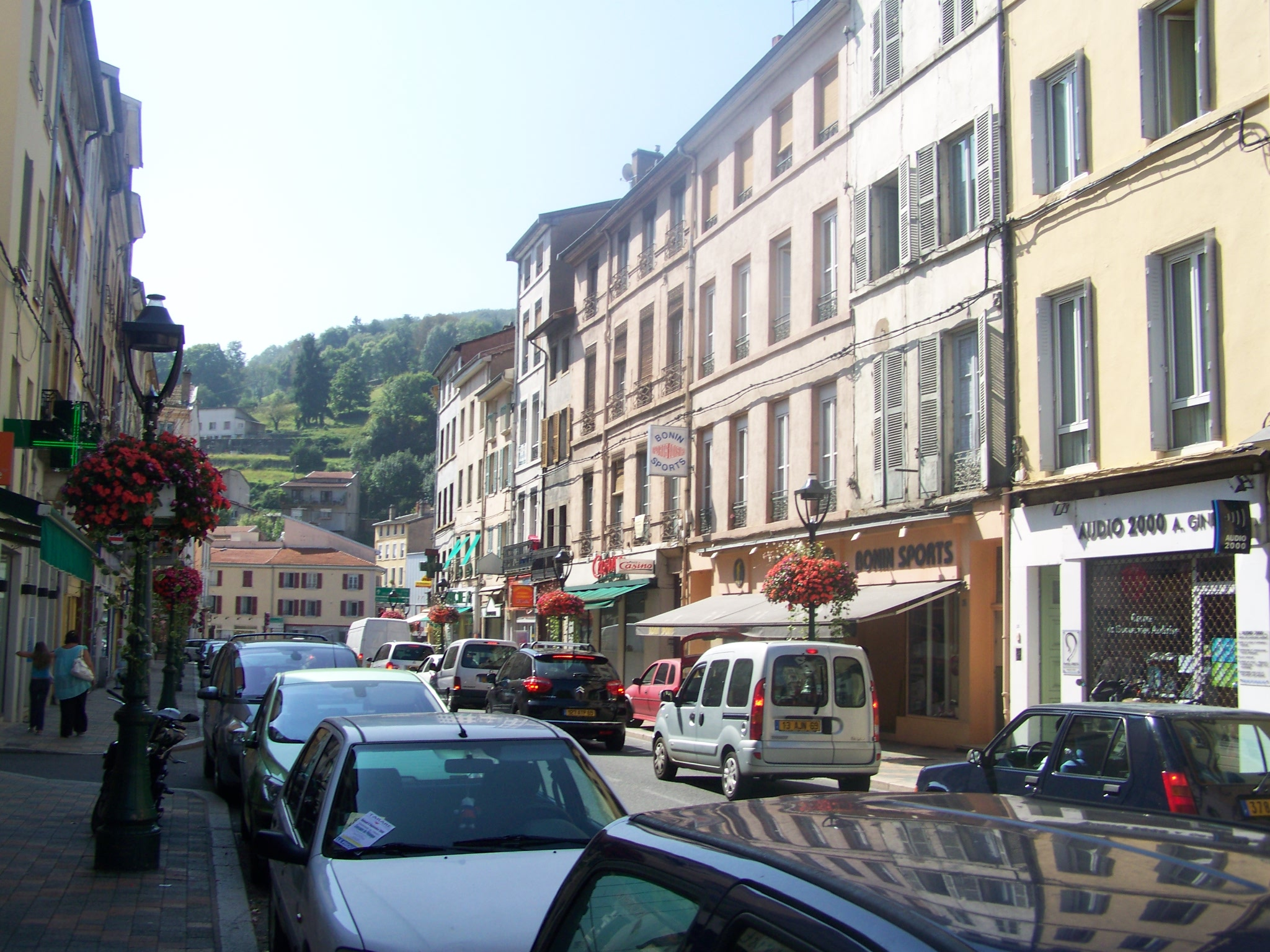
塔拉尔镇中心的拉佩什里街

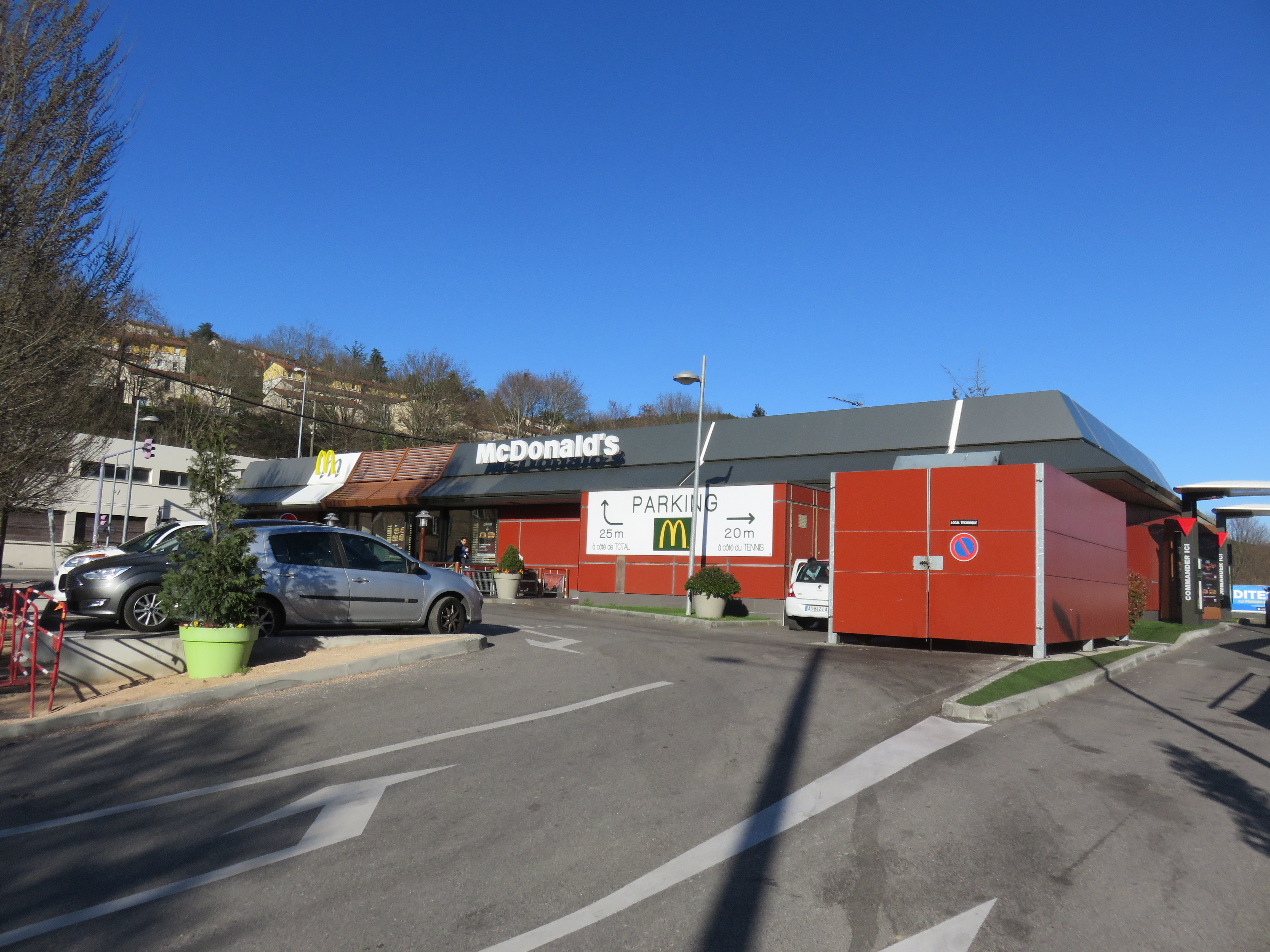
塔拉尔的一家餐厅

### 教育
塔拉尔属于里昂学区。截止2021年1月1日，塔拉尔境内共有4所幼儿园、5所小学、2所初级中学和2所普通高中。2018至2019学年度，塔拉尔境内共有在校中等教育阶段学生2,627名。
在高等教育方面，塔拉尔境内建有一所卫生职业培训学校。

### 医疗
截止2021年1月1日，塔拉尔境内共有全科医生7名、保健师6名、牙医16名、护士16名、耳科医生1名、眼科医生6名、助产士2名、儿科医生2名和妇科医生1名。境内共有药房5家、养老院1家、残疾人帮扶中心1家。
塔拉尔是西北医院的服务范围，后者是法国的一个区域性医疗机构，其下属的塔拉尔格朗德里医院（Hôpitaux Nord-Ouest - Tarare Grandris）位于塔拉尔市区，设有107个综合床位和200个老年康复中心床位，是当地规模最大的公立综合性医院。

### 住房
2019年，塔拉尔境内共有各类住房5,528套，其中25.5%为独立式居民区，72.0%为集中式居民区。常住房屋占塔拉尔市镇范围内居民建筑总量的86.7%。
在住房保障政策方面，2021年，塔拉尔境内共有1,615户家庭获得了住房经济补助，受益人数占总人口数量的15.4%，其中1,579份为房租补助。

### 商业
2021年，塔拉尔境内共有各类实体商铺246家，其中餐厅38家、大型超市3家、杂货店2家、面包房7家、肉铺7家、书店4家、装饰品店1家、银行门店9家、美容美发店17家、汽车维修店14家。市中心建有家乐福、Action和Lidl便民超市；市区东部的蒂尔迪讷河畔万德里境内则建有开放式商业街区，有E.Leclerc、Sport2000等大型商场。

### 体育
2021年，塔拉尔境内共有1家游泳池、2间体育馆、1座综合体育场、4处网球场、2处足球或橄榄球场以及4处篮球或排球场。
2013年和2014年多菲内公路自行车赛经过塔拉尔。
截至2022年12月，塔拉尔境内共有两家注册足球俱乐部。塔拉尔足球俱乐部（Football Club de Tarare，编号500319）是当地的代表性足球队，成立于1928年，其主队2022至2023赛季参加罗讷省足球联赛丙组（法国第十一级别），其主场为莱昂·马松球场（Stade Léon Masson）。

### 环境
塔拉尔的环境事务由其所属的西罗讷城市圈公共社区联合各级政府协调负责。2021年，塔拉尔境内共有4家污染企业。

### 治安
2021年，塔拉尔市镇范围内共有1处派出所和1处宪兵队。
塔拉尔及其附近的共107个市镇是索恩河畔自由城国家宪兵队（zone gendarmerie de Villefranche-sur-Saône）的管辖范围。2020年，该宪兵队累计记录各类案件4,315起，其中盗窃类案件2,095起，经济类案件790起，毒品交易类案件168起。

## 文化
2021年，塔拉尔境内共有1家电影院。塔拉尔市政府提供多媒体中心，每周二至六向公众开放。

### 建筑
塔拉尔境内有多处历史建筑，其中塔拉尔旧修道院、让-巴蒂斯特·马丁手工厂旧址等为法国国家文物保护单位，横贯塔拉尔市区西侧的塔拉尔高架桥最高处距离地面36米，是当地的地标性建筑物。

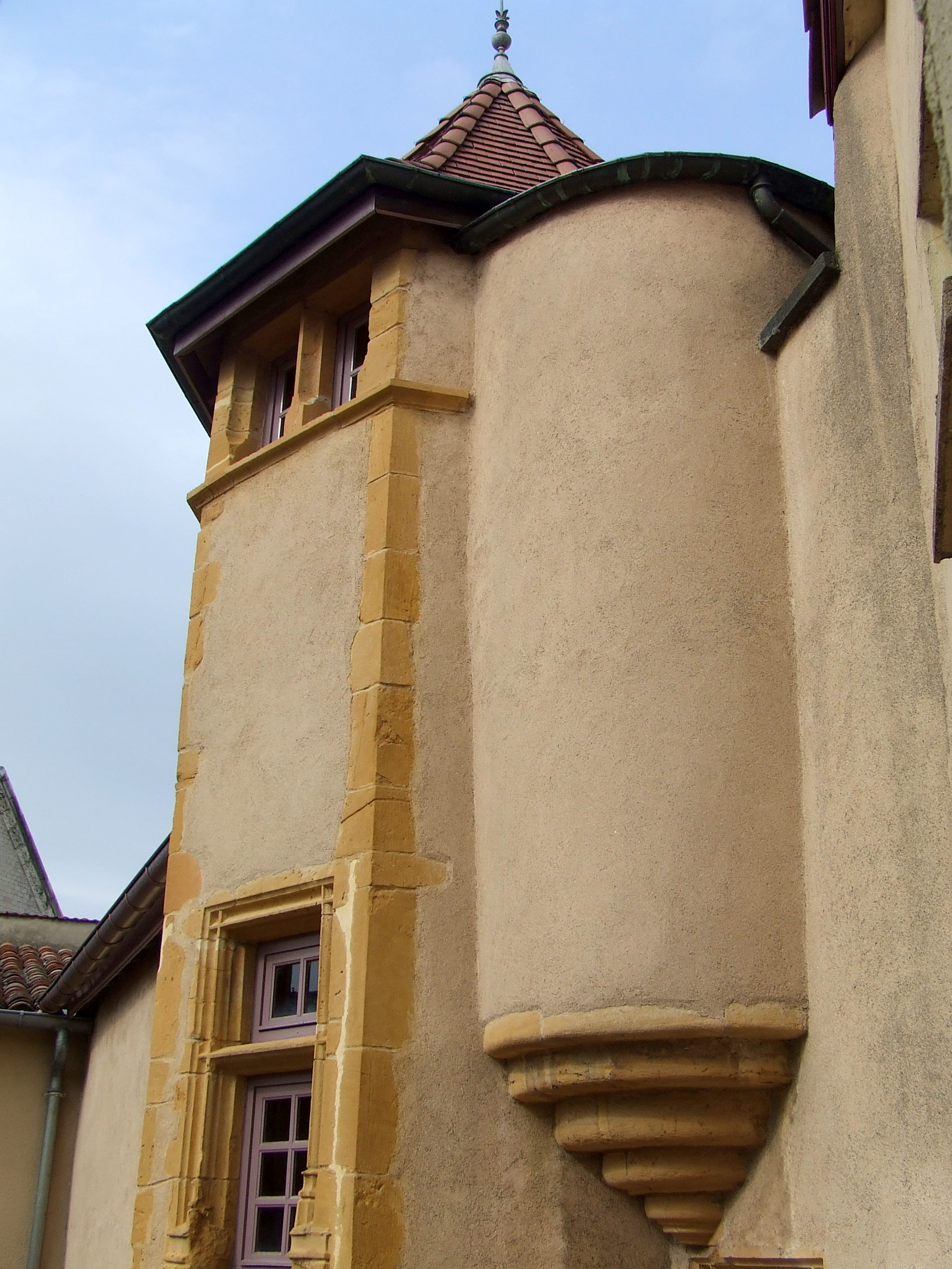
旧修道院（法语：Ancien prieuré de Tarare）
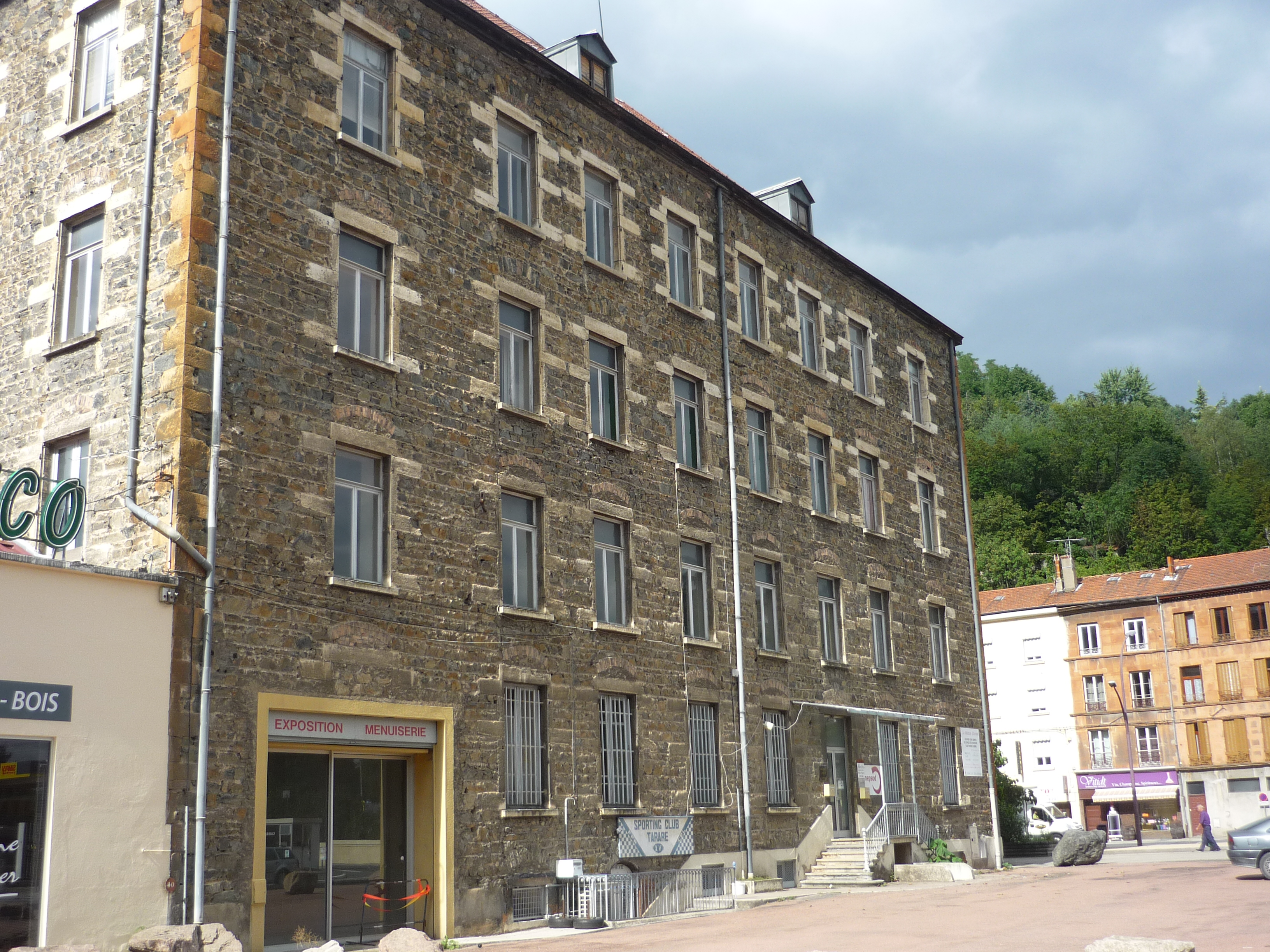
手工厂旧址（法语：Ancienne manufacture de moulinage J-B. Martin）
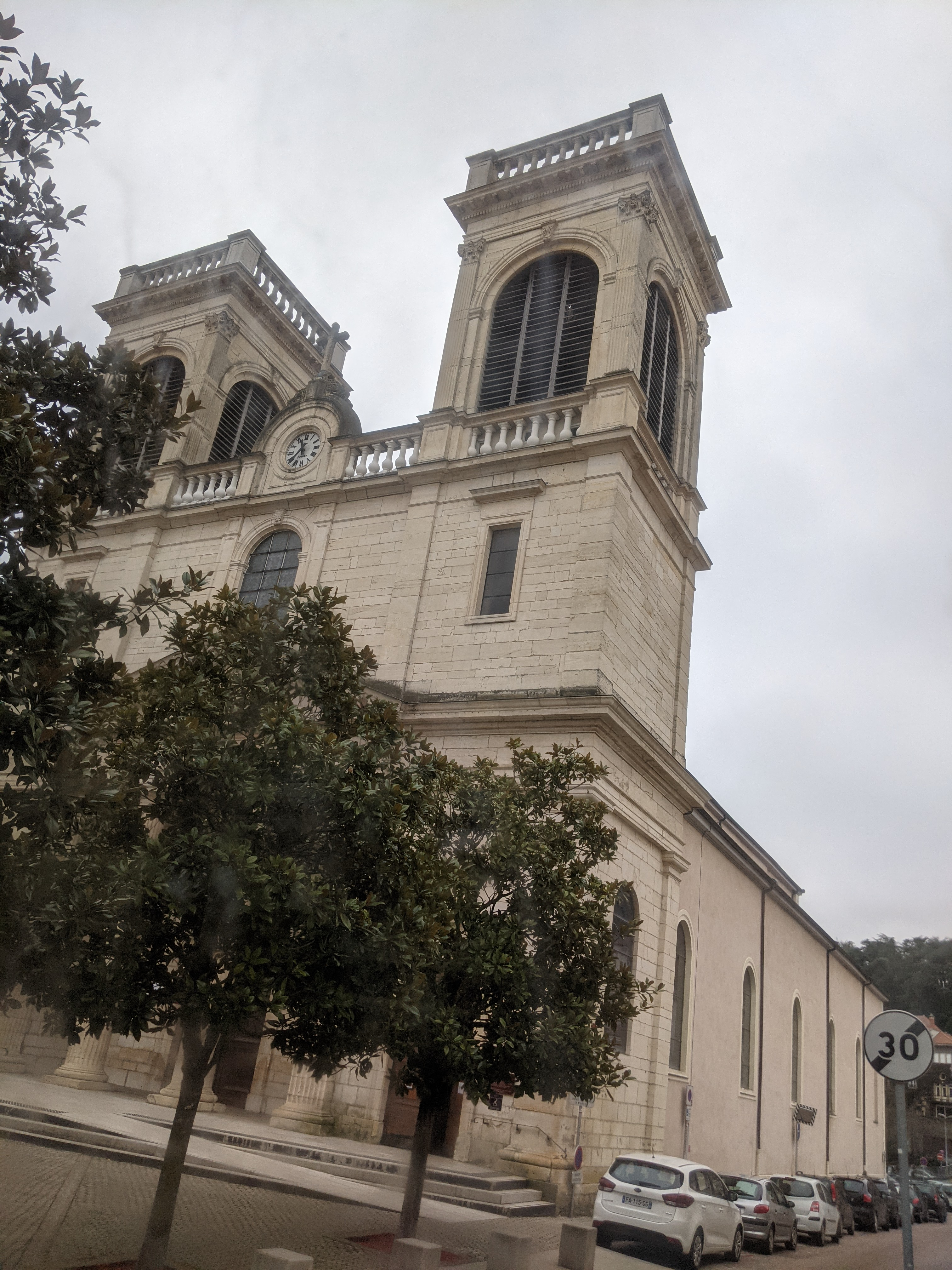
圣玛德莱娜教堂
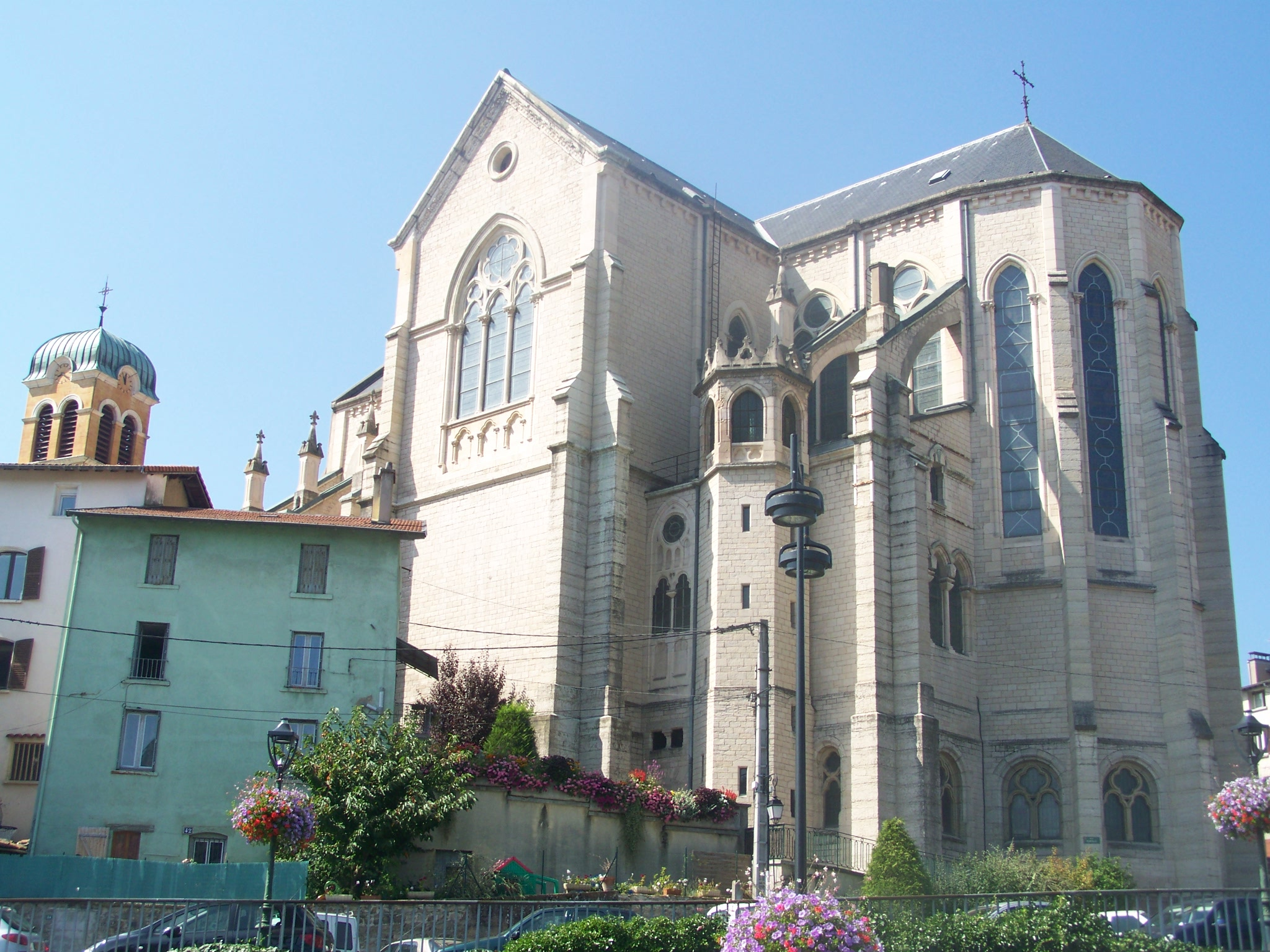
圣安德烈教堂
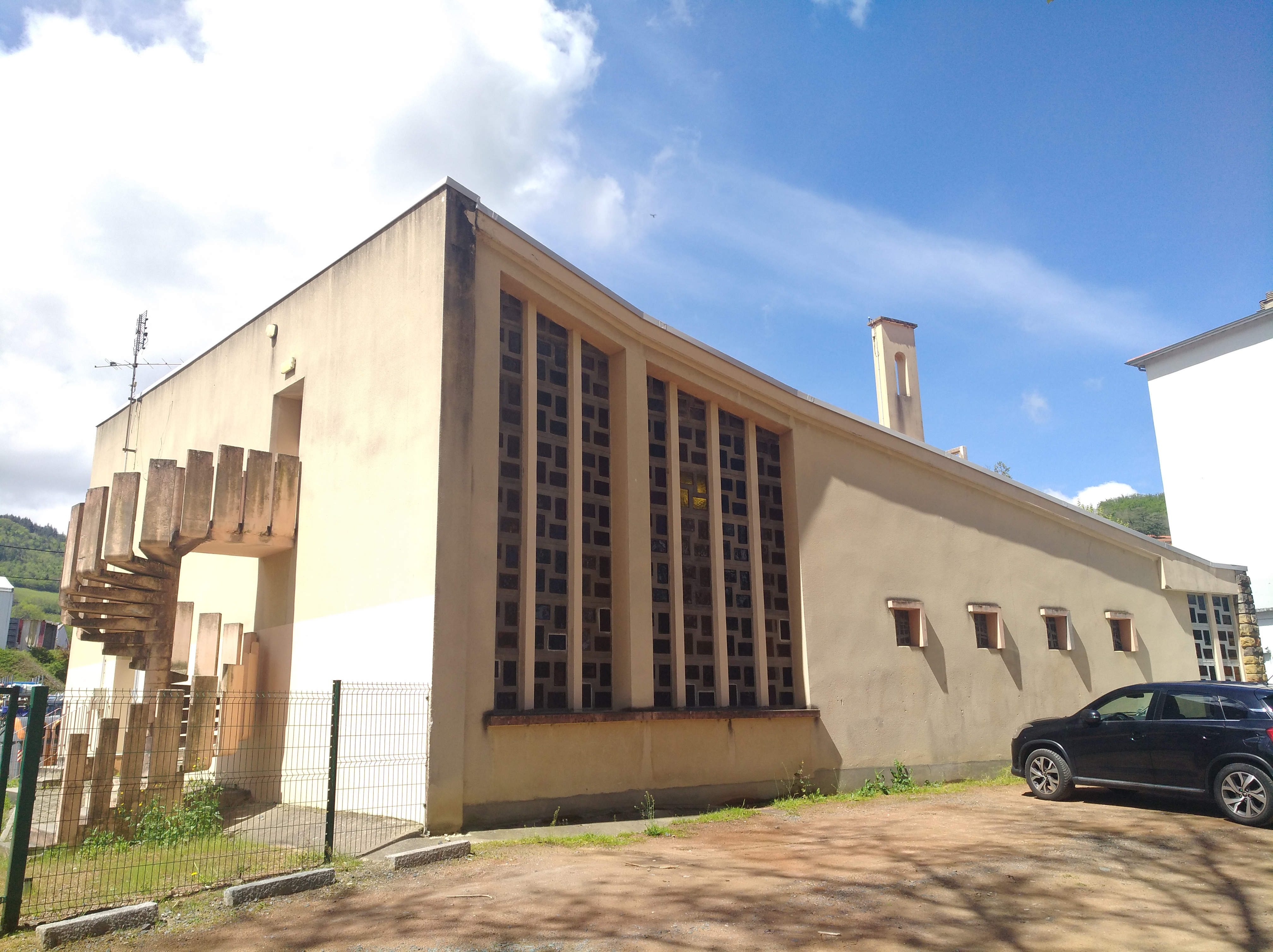
圣贝尔纳代特小教堂
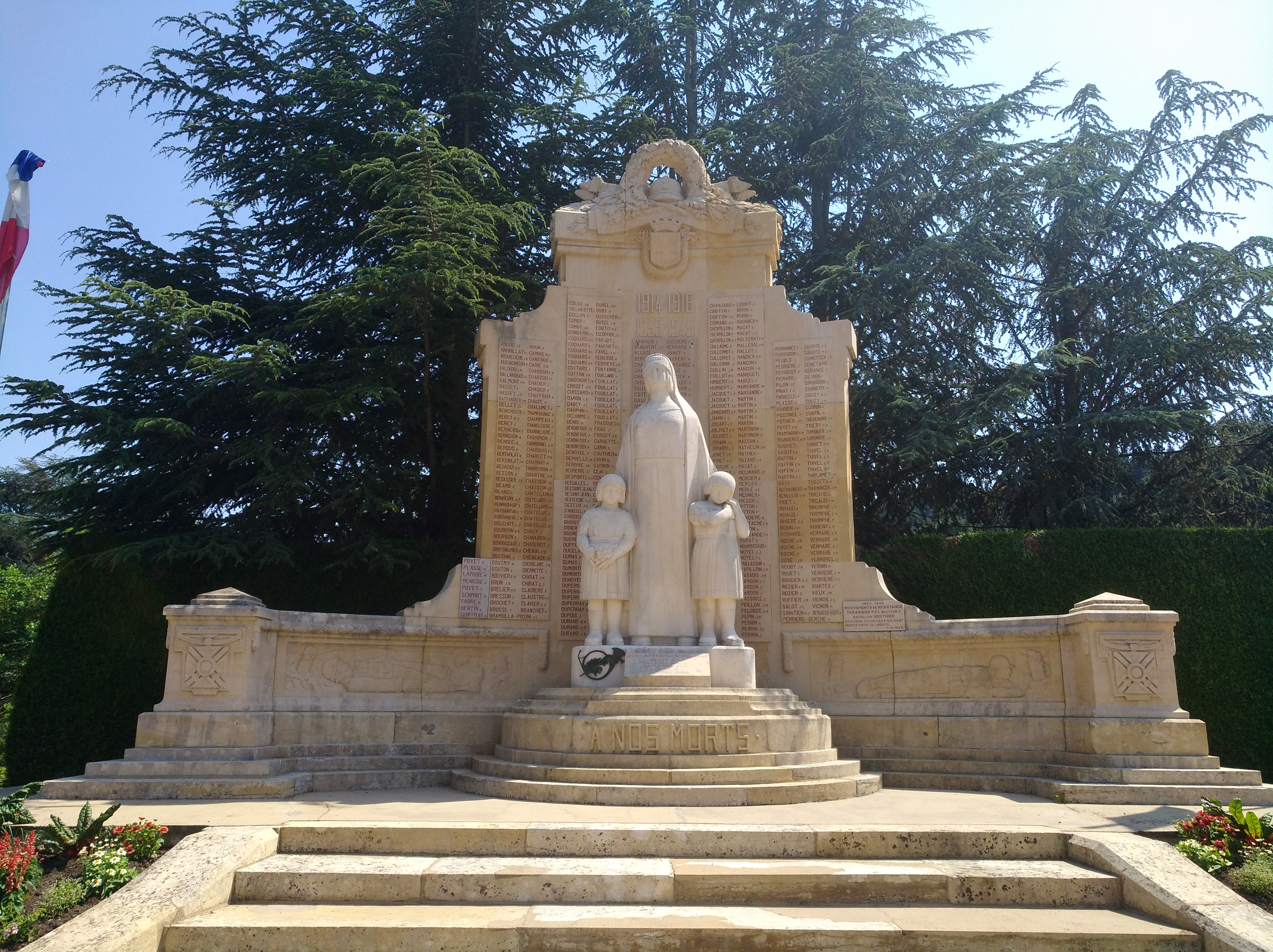
烈士纪念碑
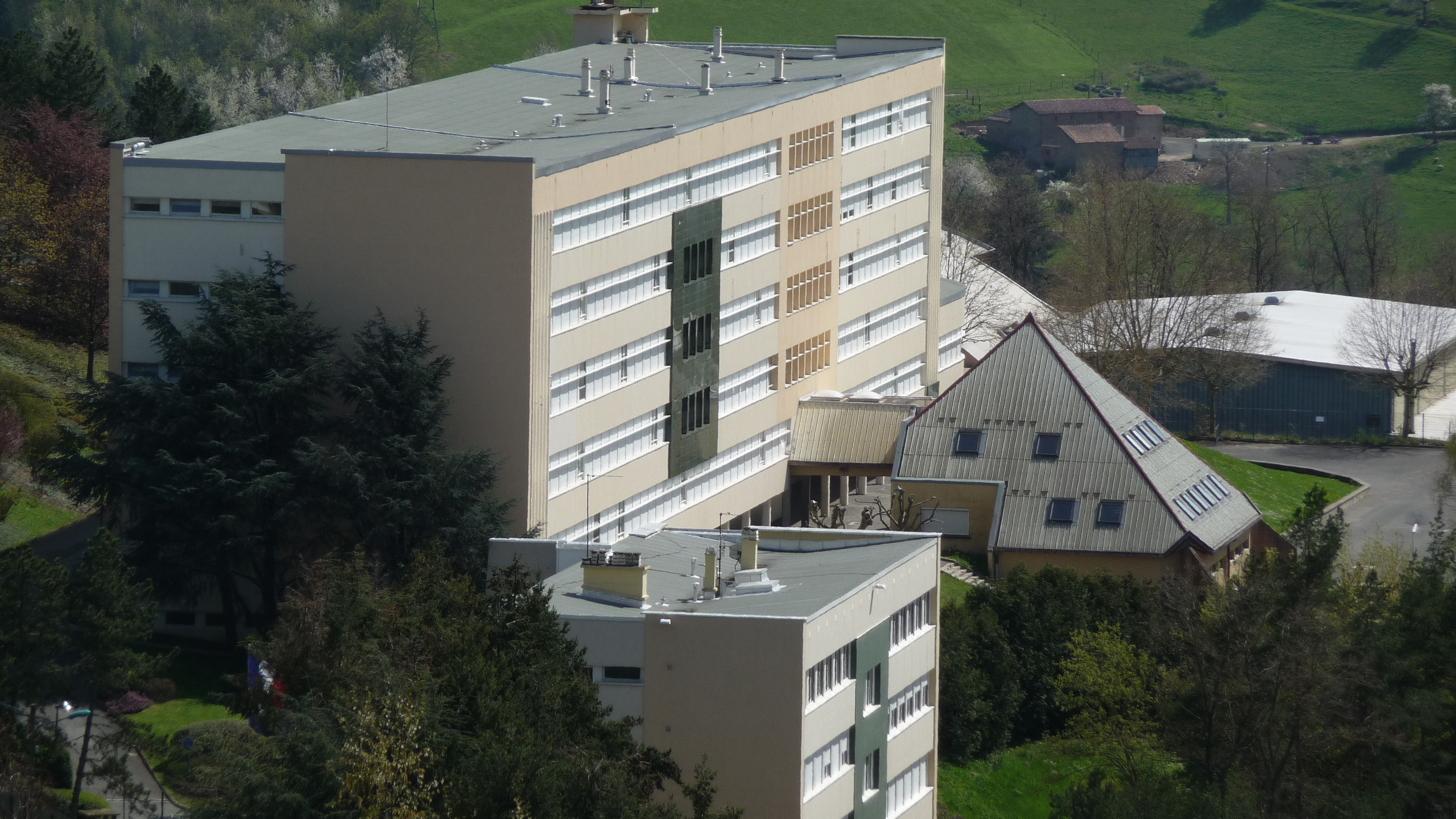
塔拉尔教育园（法语：Cité scolaire de Tarare）

### 旅游
塔拉尔的旅游事务由其所属的西罗讷城市圈公共社区负责。2022年，塔拉尔境内共有1家酒店共计36间房间。

### 媒体
法国主要的媒体均可在塔拉尔接收，法国电视三台下属的奥弗涅-罗讷-阿尔卑斯大区频道在部分时段播出塔拉尔所属区域的地方新闻。《进步报》、Scoop广播、BFM电视台里昂频道等是当地主要的地方性媒体。

## 相关人物
法国牙科医生乔治·法泰和足球运动员出生于塔拉尔。

## 友好城市
截至2022年12月，塔拉尔共与一座城市互为友好城市关系：
- 德国 黑伦贝格